# Coccorchestes szentivanyi
Coccorchestes szentivanyi är en spindelart som beskrevs av Balogh 1980. Coccorchestes szentivanyi ingår i släktet Coccorchestes och familjen hoppspindlar. Inga underarter finns listade i Catalogue of Life.